# Coaching
Huấn luyện (coaching) là một hình thức phát triển - trong đó một cá nhân có kinh nghiệm, được gọi là huấn luyện viên (coach), hỗ trợ một người khác (coachee) trong việc đạt được mục tiêu cá nhân hoặc nghề nghiệp cụ thể - thông qua đào tạo và hướng dẫn.
Trong mối quan hệ coaching, huấn luyện viên (coach) là người sở hữu kinh nghiệm và chuyên môn sâu sắc hơn, đóng vai trò đưa ra lời khuyên và hướng dẫn quá trình học tập của coachee. Khác với cố vấn (mentoring), coaching chú trọng vào việc hoàn thành một số nhiệm vụ hoặc mục đích cụ thể, thay vì chỉ nhằm phục vụ mục tiêu phát triển tổng quát.

## Xuất xứ
Thuật ngữ "huấn luyện viên" (coach) lần đầu tiên được sử dụng vào khoảng năm 1830 tại Đại học Oxford để chỉ việc hướng dẫn quá trình học tập - phát triển của sinh viên. Khái niệm này sau đó xuất hiện trong lĩnh vực thể thao lần đầu vào năm 1861.

## Lịch sử
Trong lịch sử, sự phát triển của coaching chịu ảnh hưởng của nhiều lĩnh vực khác nhau, bao gồm giáo dục người lớn, Phong trào Tiềm năng Con người (Human Potential Movement) thập niên 1960, các nhóm đào tạo nâng cao nhận thức (Large-group awareness training - LGAT) (ví dụ: Erhard Seminars Training), nghiên cứu về lãnh đạo, phát triển cá nhân và các lĩnh vực tâm lý.
Đại học Sydney tổ chức đơn vị nghiên cứu tâm lý học huấn luyện đầu tiên trên thế giới vào tháng 1 năm 2000.

## Ứng dụng
Huấn luyện (coaching) được áp dụng trong đa dạng lĩnh vực - từ thể thao, biểu diễn ca nhạc, diễn xuất, kinh doanh, giáo dục, chăm sóc sức khỏe, xây dựng mối quan hệ.
Bằng cách kết hợp các kỹ năng giao tiếp (trình bày mục tiêu, lắng nghe, đặt câu hỏi, giải thích, v.v...), huấn luyện viên đóng vai trò giúp khách hàng thay đổi quan điểm bản thân - từ đó khám phá các phương pháp tiếp cận khác nhau để đạt được mục tiêu. Những kỹ năng này có thể được sử dụng trong hầu hết các loại hình huấn luyện. Theo nghĩa này, coaching là một dạng "nghề tổng hợp" có thể áp dụng để hỗ trợ khách hàng trong nhiều khía cạnh, từ chăm sóc sức khỏe, phát triển cá nhân, nghề nghiệp, thể thao, xã hội, gia đình, chính trị, tinh thần, v.v...

### Business coaching
Huấn luyện kinh doanh (business coaching) là một loại hình phát triển nguồn nhân lực dành cho giám đốc điều hành, ban quản lý, đội nhóm và lãnh đạo doanh nghiệp. Mục đích chính là cung cấp sự hỗ trợ, phản hồi và lời khuyên tích cực - trên cơ sở cá nhân hoặc đội nhóm - để cải thiện kỹ năng cá nhân trong môi trường kinh doanh, thay đổi hành vi thông qua đo lường tâm lý hoặc phản hồi 360 độ. Business coaching còn được biết đến với tên gọi executive coaching.
Nghiên cứu cho thấy huấn luyện kinh doanh góp phần tác động tích cực đến công tác cải thiện hiệu suất làm việc cũng như phát triển bản thân. Có một số khác biệt nhất định về hiệu quả mang lại giữa việc sử dụng huấn luyện viên nội bộ và bên ngoài doanh nghiệp.
Trong môi trường doanh nghiệp, huấn luyện lãnh đạo đã được chứng minh góp phần tăng cường sự tự tin của nhân viên khi trình bày ý tưởng của riêng họ. Nghiên cứu đánh giá có hệ thống cũng cho thấy coaching có thể giúp giảm bớt căng thẳng tại nơi làm việc.

### Career coaching
Trọng tâm của huấn luyện nghề nghiệp (career coaching) là phát triển công việc và sự nghiệp.

### Life coaching
Huấn luyện cuộc sống (life coaching) là quá trình giúp coachee xác định và đạt được các mục tiêu cá nhân - thông qua việc phát triển các kỹ năng và thái độ cần thiết để trao quyền cho bản thân. Life coaching thường liên quan đến các vấn đề như cân bằng công việc - cuộc sống, thay đổi nghề nghiệp, và thường xảy ra bên ngoài môi trường làm việc.

### Sports coaching
Trong thể thao, huấn luyện viên (coach) đóng vai trò giám sát và huấn luyện cho toàn đội nhóm cũng như cá nhân từng người chơi.

## Tiêu chuẩn hóa
Kể từ giữa thập niên 1990, các hiệp hội chuyên nghiệp về coaching như Hiệp hội Huấn luyện (Association for Coaching - AC), Hội đồng Cố vấn và Huấn luyện Châu Âu (European Mentoring and Coaching Council - EMCC), Hiệp hội Huấn luyện Quốc tế (International Association of Coaching - IAC) và Liên đoàn Huấn luyện Quốc tế (International Coach Federation - ICF) đã tiến hành phát triển hệ thống tiêu chuẩn đào tạo.:287–312 Năm 2016, chuyên gia tâm lý Jonathan Passmore đã nhận định:
Mặc dù coaching đã trở thành một hoạt động phát triển được công nhận, nhưng đáng buồn là vẫn chưa có tiêu chuẩn hoặc thỏa thuận cấp phép nào được công nhận rộng rãi. Các tổ chức chuyên nghiệp đã và đang tiếp tục phát triển các tiêu chuẩn riêng của họ, nhưng việc thiếu quy định có nghĩa là bất kỳ ai cũng có thể tự gọi mình là huấn luyện viên. [...] Việc nghề coaching có cần đến một bộ quy định hay tiêu chuẩn thống nhất vẫn còn là một vấn đề gây tranh luận.
Một trong những thách thức hàng đầu của coaching là nâng cao mức độ chuyên nghiệp, tiêu chuẩn và đạo đức. Để đáp ứng yêu cầu này, các cơ quan và tổ chức huấn luyện đã đưa ra các quy tắc đạo đức và tiêu chuẩn thành viên riêng biệt.:287–312 Tuy nhiên, vì không có đơn vị nào quản lý các cơ quan này, và bởi vì các huấn luyện viên không nhất thiết phải gia nhập các tổ chức đó, không có quy định chung về đạo đức và tiêu chuẩn trong lĩnh vực này.
Vào tháng 2 năm 2016, AC và EMCC đã đưa ra "Quy tắc đạo đức toàn cầu" cho toàn ngành.:1
Khi hoạt động coaching ngày càng trở nên phổ biến, hiều trường cao đẳng và đại học đã bắt đầu cung cấp các chương trình đào tạo huấn luyện viên được công nhận bởi một tổ chức chuyên nghiệp.
Một số nhà phê bình đánh giá coaching như một dạng liệu pháp tâm lý - nhưng không chịu ảnh hưởng bởi hạn chế pháp lý và quy định của nhà nước như đối với tư vấn tâm lý. Do không có quy định cụ thể, những cá nhân không trải qua đào tạo chính thức hoặc không được cấp chứng chỉ có thể tự nhận là huấn luyện viên sức khỏe/ cuộc sống một cách hợp pháp.

## Số liệu thống kê
Một cuộc khảo sát năm 2004 với 2.529 thành viên ICF cho thấy 52,5% có công việc bán thời gian là huấn luyện viên - và kiếm được 30.000 đô la Mỹ hoặc ít hơn, trong khi 32,3% cho biết họ kiếm được ít hơn 10.000 đô la mỗi năm.
Một cuộc khảo sát khác năm 2016 của ICF ghi nhận, trong số 53.000 huấn luyện viên chuyên nghiệp, hầu hết hoạt động ở Mỹ. Thu nhập trung bình là 51.000 đô la Mỹ và có thể lên tới hơn 100.000 đô la đối với huấn luyện viên chuyên nghiệp.